# Cisternino
Cisternino község (comune) Olaszország Puglia régiójában, Brindisi megyében.

## Fekvése
Brindisi városától 50 km-re északnyugati irányban. Lakói elsősorban mezőgazdasággal foglalkoznak (olíva és szőlőtermesztés). A város egy, az Itria folyó völgyére néző 392 m magas domb tetejére épült.

## Története
A település ősét Sturniumot görög telepesek alapították. A rómaiak ideje alatt virágzó települést a gótok pusztították el a középkorban. Cis-Sturnium-ot Szent Bazil-rendi szerzetesek alapították az ezredfordulón (mint azt neve is mutatja Sturnium mellett).

## Népessége
A népesség számának alakulása:

## Főbb látnivalói
A központját (Centro Storico) szűk utcák, fehérre meszelt épületek alkotják. A városban számos trulli-stílusú épület is található.